# Laira Green
Laira Green var en civil parish från 1858 till 1896 då den blev en del av Plymouth och Plymstock, i grevskapet Devon, i England. Civil parish hade 481 invånare år 1891.